# De schat
De schat is het vierde stripalbum uit de Djinn-reeks en behoort samen met De favoriete, De dertig belletjes en De tatoeage tot de Ottomaanse cyclus. De strip werd voor het eerst uitgegeven bij Dargaud in juni 2004. Het album is getekend door Ana Miralles met scenario van Jean Dufaux.